# Hornafjörður
Hornafjörður es un municipio de Islandia. Se encuentra en la zona sur de la región de Austurland y en el condado de Austur-Skaftafellssýsla. La comunidad central es la anterior ciudad de Höfn.

## Límites
Se ubica entre el glaciar Vatnajökull, al norte y al nororiente, y el Océano Atlántico, al sur y al suroccidente, sobre el cual tiene una larga costa. Al norte también limita con los municipios de Fljótsdalshreppur y de Djúpavogshreppur, y al sur con el de Skaftárhreppur, de la región de Suðurland.

## Territorio y población
Tiene un área de 6380 km² y después del municipio de Fljótsdalshérað es el más extenso de Austurland, lo mismo que de toda Islandia. 
Su población es de 2119 habitantes, según el censo de 2011, para una densidad de 0,33 hab./km², por debajo del promedio nacional, que es casi de 3 hab./km².
A su paso por el municipio, la Hringvegur o Ruta 1 pasa bajo el túnel vehicular de Almannaskarð, inaugurado en 2005. Este tiene 1300 m y una de sus entradas se encuentra cerca de la localidad de Höfn.

## Cultura

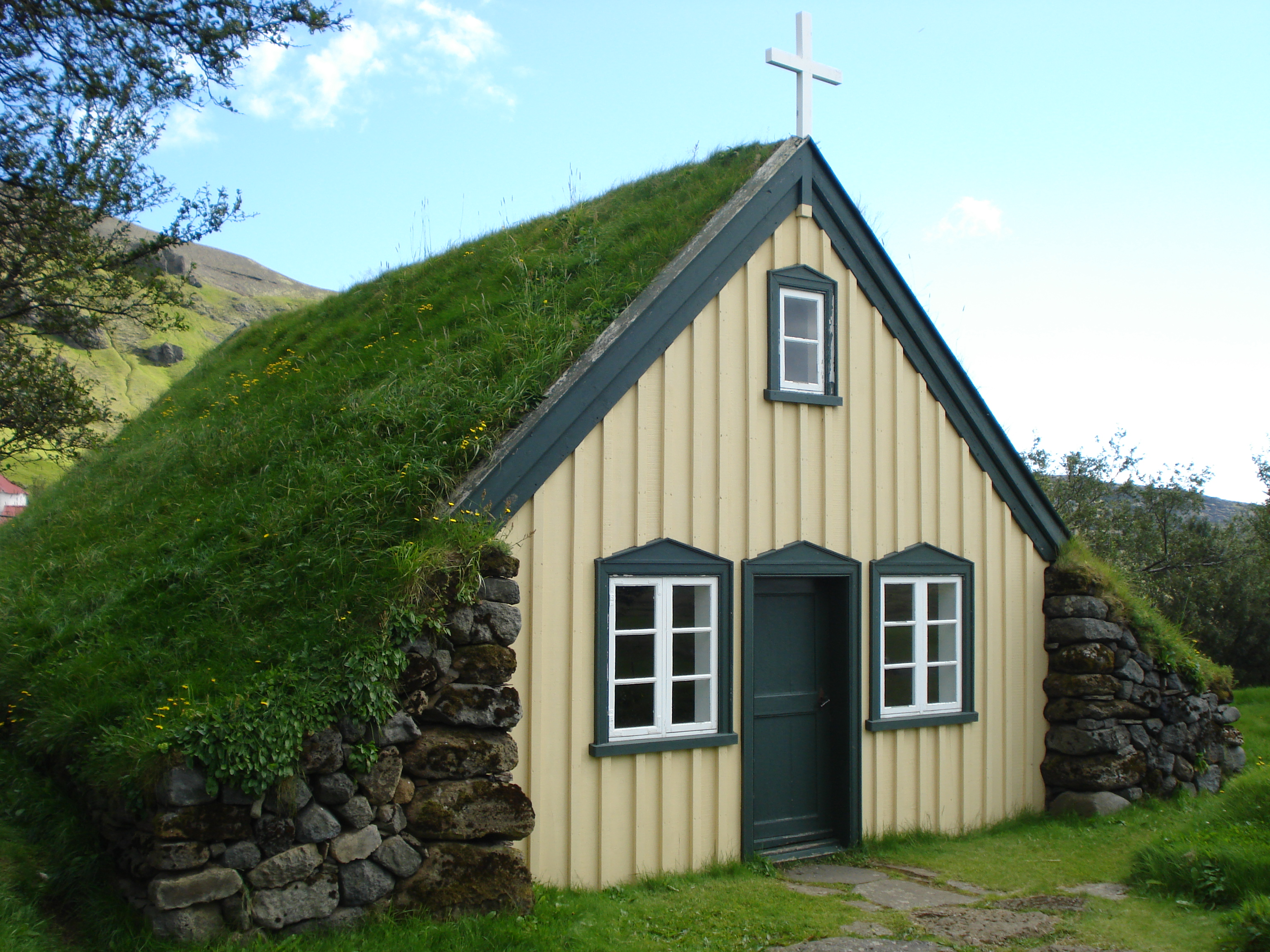
Iglesia Hofskirkja

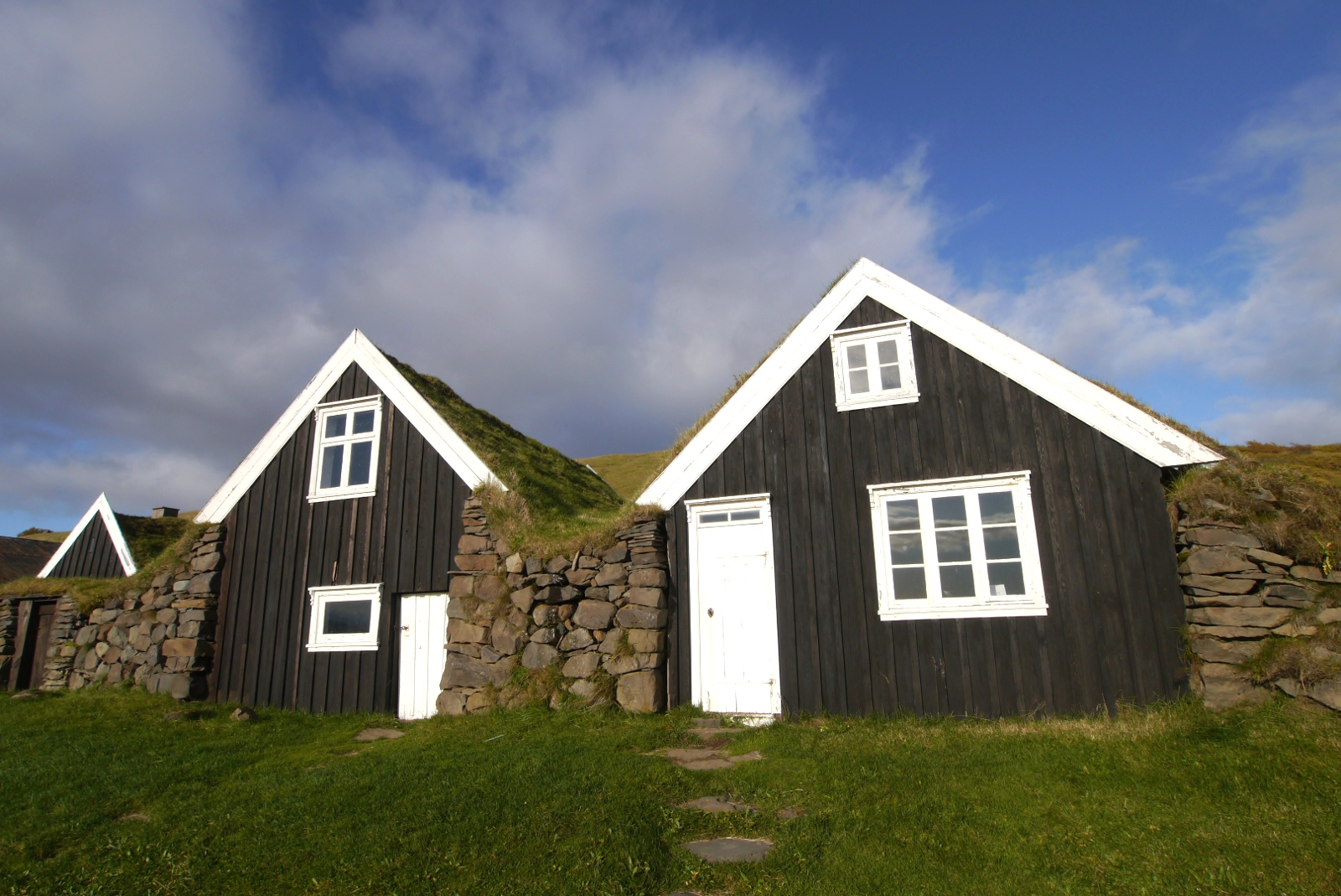
Museo Selið í Skaftafelli

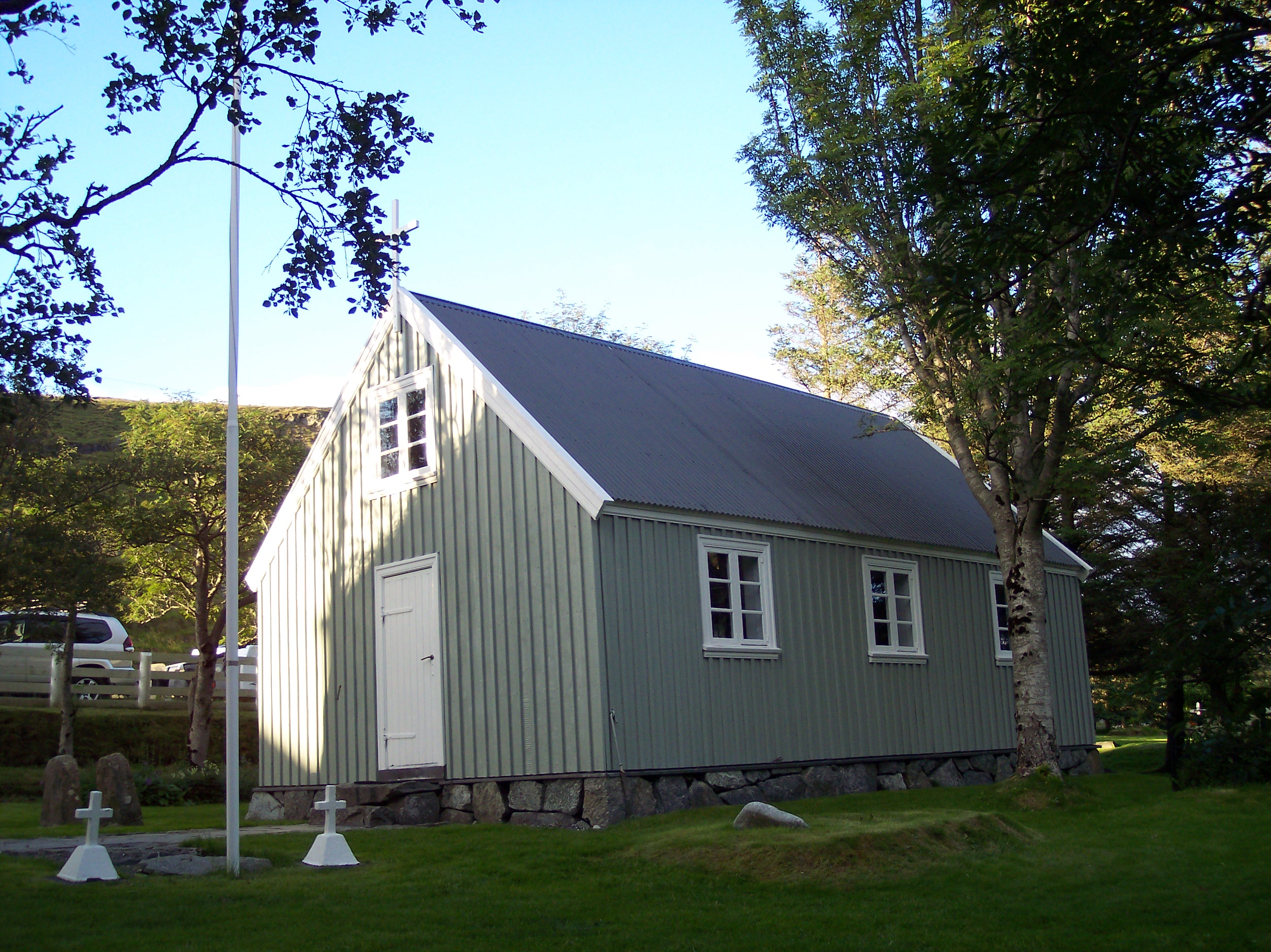
Iglesia Stafafellskirkja

La iglesia Hofskirkja, un pequeño edificio de turba, se encuentra en la granja Hof en el oeste del municipio en el sur del glaciar Vatnajökull. Fue construida en 1884. Mide 11 m de largo y 9 m de anchi. Debido a la escasez de madera en Islandia, el techo se compone de tepe, por lo que es muy parecida a las famosas casas de césped islandesas. Fue renovada entre 1953-1954. Está situada 130 km de Höfn. Dicha iglesia es una de dos iglesias de turba que sigue sirviendo de iglesia parroquial en Islandia.
La granja Selið í Skaftafelli se ubica en el Parque nacional Skaftafell cerca del terreno de camping y cerca de los saltos de água Hundafoss y Magnúsarfoss. Se trata de un grupo de edificios construidos de turba y de tepes en 1912 y abandonados en 1946 que fue renovado y convertido en un museo en 1972.
En el nordeste del municipio se encuentra la granja Stafafell con la Stafafellskirkja, una pequeña iglesia de madera construida en 1886 con capacidad para 80 personas. El documento más antiguo que menciona la iglesia fue redactado en 1201. Esta fue renovada en 1961 y en 1988-1989. De las obras de arte en el interior merecen ser mencionados el retablo que podría ser pintado en 1670 y el púlpito con algunas pinturas de los evangelistas. En el cementerio se puede visitar las tumbas de 40 marineros franceses que se ahogaron el 6 de marzo de 1870 durante una tormenta en el mar.
La granja Hoffell se sitúa cerca del aeropuerto Hornafjarðarflugvöllur en el norte de Höfn. Su iglesia de madera, Hoffelskirkja, fue construida en 1894 y derrumbada en 1920. El púlpito y los candelabros fueron desmantelados y conservados en un lugar seguro. En 1981 fue reconstruida la iglesia de madera para 45 personas. El púlpito y los candelabros fueron montados nuevamente y siguen siendo utilizados en la iglesia.